# São Vicente (Chaves)
São Vicente ist eine Gemeinde (Freguesia) im portugiesischen Kreis Chaves. In ihr leben 185 Einwohner (Stand 19. April 2021).